# 露西·格洛弗
露西·格洛弗（英語：Lucy Glover，1998年11月25日—），英国女子赛艇运动员。她曾代表英国参加世界赛艇锦标赛，获得一枚铜牌。她也曾参加2020年夏季奥林匹克运动会。